# A Merry Friggin' Christmas
A Merry Friggin' Christmas (Brasil: Maldito Feliz Natal ) é um filme norte-americano lançado em novembro de 2014. Ele foi dirigido por Tristram Shapeero e estrelado por Joel McHale, Robin Williams, Lauren Graham, Candice Bergen e Clark Duke.

## Enrendo
Boyd Mitchler e sua família, que apesar de todos os receios aceitam passar o Natal com o complicado pai de Boyd, Mitch e sua louca família. Ao perceber que ele esqueceu os presentes do seu filho em casa, decide convocar seu pai e seu irmão mais novo Nelson para embarcarem numa viagem de volta e conseguir voltar antes do pôr do sol.

## Elenco
| Atriz/Ator           | Personagem      |
| -------------------- | --------------- |
| Joel McHale          | Boyd Mitchler   |
| Robin Williams       | Mitch Mitchler  |
| Lauren Graham        | Luann Mitchler  |
| Candice Bergen       | Donna Mitchler  |
| Clark Duke           | Nelson Mitchler |
| Oliver Platt         | Hobo Santa      |
| Wendi McLendon-Covey | Shauna          |
| Tim Heidecker        | Dave            |
| Ryan Lee             | Rance           |
| Pierce Gagnon        | Douglas         |
| Amara Miller         | Pam             |
| Amir Arison          | Farhad          |
| Mark Proksch         | Trooper Zblocki |
| Gene Jones           | Glen            |